# Stephen Kijak
Stephen Kijak (1969) é um diretor de cinema e produtor de cinema estadunidense. É conhecido sobretudo por sua atuação na direção dos documentários Scott Walker: 30 Century Man (2006), Stones in Exile (2010) e We Are X (2016), dentre outros.

## Filmografia
Como diretor
| Ano  | Título                                                | Notas                               |
| ---- | ----------------------------------------------------- | ----------------------------------- |
| 1996 | Never Met Picasso                                     | filme independente                  |
| 2002 | Cinemania                                             | documentário                        |
| 2006 | Scott Walker: 30 Century Man                          | documentário                        |
| 2010 | Stones in Exile                                       | documentário                        |
| 2014 | La galerie France 5                                   | documentário televisivo, episódio 1 |
| 2015 | Backstreet Boys: Show 'Em What You're Made Of         | documentário                        |
| 2015 | Jaco                                                  | documentário                        |
| 2016 | We Are X                                              | documentário                        |
| 2018 | If I Leave Here Tomorrow: A Film About Lynyrd Skynyrd | documentário                        |
| 2018 | Sid & Judy                                            | documentário                        |